# Montaigu (Aisne)
Montaigu település Franciaországban, Aisne megyében. Lakosainak száma 766 fő (2022. január 1.). Montaigu Marchais, Mauregny-en-Haye, Saint-Erme-Outre-et-Ramecourt és Sissonne községekkel határos.

## Népesség
A település népességének változása:
| Lakosok száma | 557  | 650  | 673  | 695  | 751  | 754  | 761  | 763  | 762  | 766  |
|               | 1968 | 1982 | 1990 | 2006 | 2013 | 2015 | 2017 | 2019 | 2020 | 2022 |